# Aporosa illustris
Aporosa illustris är en emblikaväxtart som beskrevs av Airy Shaw. Aporosa illustris ingår i släktet Aporosa och familjen emblikaväxter. Inga underarter finns listade i Catalogue of Life.